# 이코노미스트
이코노미스트(The Economist)는 영국의 뉴스 및 시사 저널로, 주간 인쇄 잡지 형식으로 발행되며 디지털 플랫폼에서는 매일 업데이트된다. 잡지이자 신문으로도 다양하게 불리는 이 매체는 경제, 비즈니스, 지정학, 기술, 문화 등 다양한 주제를 다룬다. 대부분의 기사 작성과 편집은 런던에서 이루어지지만, 미국과 유럽 대륙, 아시아, 중동의 주요 도시에 편집 사무소를 두고 있다. 이코노미스트는 데이터 저널리즘을 전면에 내세우며, 원보도보다는 해석 중심의 분석을 중시하는 편이다. 이러한 접근 방식은 비판과 찬사를 동시에 받아왔다.
이코노미스트는 1843년에 창간되었으며, 스코틀랜드 출신 경제학자 제임스 윌슨이 영국 곡물법(1815~1846) 폐지를 지지하기 위한 여론을 형성하고자 처음 발행했다. 이후 이 신문의 보도 범위는 정치경제로 확대되었고, 점차 시사, 금융, 상업, 영국 정치에 대한 기사들도 다루기 시작했다. 20세기 중반부터 후반에 걸쳐 이코노미스트는 지면 구성과 형식을 크게 확장했으며, 그 과정에서 오피니언 칼럼, 특집 리포트, 정치 풍자 만화, 독자 편지, 표지 기사, 예술 평론, 서평, 기술 관련 기사 등을 새로 추가했다. 이 신문은 불자동차 빨강색 제호(로고)와 시사적인 일러스트가 담긴 표지로 잘 알려져 있다. 개별 기사들은 필자의 이름 없이 익명으로 작성되며, 이는 신문 전체가 하나의 통일된 목소리로 말한다는 원칙 때문이다. 또한 이코노미스트는 자매지인 라이프스타일 잡지 ‘1843’과 다양한 팟캐스트, 영상물, 책 등으로 그 내용을 보완하고 있으며, 영국에서는 기록 매체(newspaper of record)로 간주되기도 한다.
이코노미스트의 편집적 입장은 고전적 자유주의, 사회적 자유주의, 그리고 특히 경제적 자유주의를 중심으로 형성되어 있다. 이 신문은 급진적 중도주의(radical centrism)를 지지하며, 중도 정치를 유지하는 정책과 정부에 호의적이다. 자유시장, 자유무역, 자유로운 이민, 규제 완화, 세계화 등 경제적 자유주의의 가치를 강하게 옹호한다. 이코노미스트는 말장난과 언어 유희가 풍부하며 구독료가 비싼 것으로도 유명해, 고소득 엘리트 독자층과 연결되며 긍정적인 이미지와 부정적인 이미지 모두를 만들어내고 있다. 이와 관련해, 주요 기업 리더와 정책 결정자들로 구성된 영향력 있는 독자층을 보유하고 있다고 주장한다.

### 역사 (History)
스코틀랜드의 경제학자 제임스 윌슨은 "지성과 무지 사이의 치열한 싸움에 참여하기 위해" 이 신문을 창간했다. 첫 호는 1843년 9월 2일, 대판 신문 형식(broadsheet)으로 발행되었으며, 이후 1971년에는 제본된 주간지(perfect-bound weekly) 형태로 전환되었고, 현재는 스테이플 제본된 잡지 형식을 사용하고 있다.
이코노미스트는 영국의 사업가이자 은행가인 제임스 윌슨이 1843년, 곡물법(Corn Laws) 폐지를 촉진하기 위해 창간했다. 곡물법은 수입 관세 체계였다. 1843년 8월 5일자 창간 취지문(prospectus)에는, 편집진이 이 신문에서 집중하고자 하는 13개 분야의 보도 영역이 다음과 같이 명시되어 있다:
1. 논설 기사: 자유무역 원칙을 당대의 주요 이슈에 가장 엄격하게 적용한 사설.
2. 시의성 있는 실용적 주제: 상업, 농업 또는 외교와 관련된 일시적 관심사, 예를 들면 외국과의 조약 등.
3. 정치경제학의 기본 원리에 관한 기사: 가격, 임금, 지대, 환율, 세입과 세금 등에 관한 법칙들을 실제 사례에 적용한 내용.
4. 의회 보고서: 특히 상업, 농업, 자유무역에 중점을 둠.
5. 자유무역을 지지하는 대중 운동에 대한 보고와 기사.
6. 국왕 궁정(Court of St James's), 런던, 지방, 스코틀랜드, 아일랜드 등지의 일반 뉴스.
7. 상업 관련 주제: 재정 규제 변화, 시장 동향과 전망, 수출입 현황, 해외 뉴스, 제조업 지역의 상황, 주요 기계 개선 사항 소개, 선박 소식, 자금 시장 동향, 철도 및 공기업의 진척 상황 등.
8. 농업 관련 주제: 지질학과 화학의 응용, 새로운 농기구 및 개선된 도구 소개, 작황 상태, 시장 동향, 가격, 외국 시장의 가격을 영국 화폐로 환산한 정보 등. 벨기에, 스위스, 기타 농업 선진국들의 농업 정책을 때때로 상세히 다룸.
9. 식민지 및 해외 관련 주제: 무역, 생산물, 정치·재정 변화, 그 외 다양한 사안. 특히 보호무역의 폐해와 자유무역 및 교류의 이점을 고발하는 기사 포함.
10. 법률 기사: 상업, 제조업, 농업과 관련된 분야에 주로 한정된 법률 보도.
11. 서적 리뷰: 주로 상업, 제조업, 농업 관련 서적과 함께, 정치경제, 재정, 과세에 대한 모든 저작물을 포함.
12. 상업 게시판: 주간 가격 정보 및 통계 제공.
13. 독자들의 편지 및 질의응답.

### 화석연료 광고
The Intercept, The Nation, DeSmog 세 매체의 공동 조사에 따르면, **이코노미스트(The Economist)**는 화석연료 산업 광고를 게재하는 주요 언론 매체 중 하나로 밝혀졌다. 이코노미스트에서 기후변화를 취재하는 기자들은, 기후변화를 유발하고 대응을 방해한 기업 및 산업들과의 이해 충돌로 인해 자신들의 보도 신뢰도가 떨어지고, 독자들이 기후 위기의 심각성을 과소평가할 수 있다는 점을 우려하고 있다.

### 조직
이코노미스트는 이코노미스트 그룹(Economist Group)의 일원이다.

### 주주 구성
Pearson plc는 2015년 8월까지 파이낸셜 타임스 리미티드(The Financial Times Limited)를 통해 이코노미스트 지분의 50%를 보유하고 있었다. 그해 Pearson은 보유 지분을 매각했고, 아녤리(Agnelli) 가문의 투자회사 Exor는 2억 8,700만 파운드를 들여 지분을 4.7%에서 43.4%로 확대했다. 동시에 이코노미스트는 잔여 504만 주의 지분을 인수하기 위해 1억 8,200만 파운드를 지불했으며, 해당 지분은 기존 주주들에게 분배되었다.
아녤리 가문 외에도, 이코노미스트의 소액 주주로는 캐드버리(Cadbury), 로스차일드(Rothschild, 21%), 슈로더(Schroder), 레이튼(Layton) 및 기타 가족 투자자들, 그리고 다수의 현직 및 전직 직원 주주들이 있다.
편집장은 이사회(이사 위원회)에 의해 공식 임명되며, 위원회의 동의 없이는 해임될 수 없다. 이코노미스트 신문사는 이코노미스트 그룹이 전액 출자한 자회사이다. 에벌린 로버트 드 로스차일드 경(Sir Evelyn Robert de Rothschild)은 1972년부터 1989년까지 회장을 역임했다.
이코노미스트는 전 세계적인 관점과 범위를 지닌 매체이지만, 75명의 상근 기자 중 약 3분의 2는 런던 웨스트민스터 구역에 근거지를 두고 있다[44]. 그러나 전체 구독자의 절반가량이 미국 출신이기 때문에, 뉴욕, 로스앤젤레스, 시카고, 워싱턴 D.C. 에도 핵심 편집 사무소와 대규모 운영 거점이 존재한다.

### 특징 (Features)
이코노미스트는 세계 시사, 정치, 비즈니스를 주요 초점으로 다루지만, 과학과 기술, 서적과 예술에 대한 정기 섹션도 함께 운영한다. 약 격주마다, 특정 주제를 심층적으로 다루는 특집 리포트(이전에는 "서베이"로 불림)를 포함하며, 주요 주제 영역은 다음의 다섯 가지로 분류된다:

### 국가 및 지역, 비즈니스, 금융 및 경제, 과학, 기술.
신문은 GMT 기준 목요일 오후 6시~7시 사이에 인쇄소로 넘겨지며, 다음 날 전 세계 여러 국가의 가판대에서 구입 가능하다. 전 세계에 7곳의 인쇄소를 두고 있다.
2007년 7월부터는 이코노미스트 전체 오디오판도 목요일 런던 시간 오후 9시에 제공되기 시작했다[69]. 오디오 버전은 Talking Issues라는 제작사에서 제작하며, 영국판의 추가 지면까지 포함해 전체 기사 전문을 MP3 형식으로 녹음한다. 주당 약 130MB 용량의 파일이며, 구독자는 무료, 비구독자는 유료로 이용할 수 있다.
이코노미스트의 필진은 제한된 지면에 최대한 많은 정보를 담기 위해 간결한 문체를 채택한다. 《디 애틀랜틱(The Atlantic)》 발행인 데이비드 G. 브래들리(David G. Bradley)는 이코노미스트의 글쓰기 방식을 "일관된 세계관을 일관되게, 간결하고 흡입력 있는 문장으로 표현하는 공식"이라고 묘사했다.
1. ↑  Somaiya, Ravi (2015년 8월 4일). “Up for Sale, The Economist Is Unlikely to Alter Its Voice”. 《The New York Times》 (미국 영어). ISSN 0362-4331. 2025년 6월 24일에 확인함.
2. ↑  “The World The Economist Made”. 《The New Republic》. ISSN 0028-6583. 2025년 6월 24일에 확인함.
3. ↑  Peters, Jeremy W. (2010년 8월 9일). “The Economist Tends Its Sophisticate Garden”. 《The New York Times》 (미국 영어). ISSN 0362-4331. 2025년 6월 24일에 확인함.
4. ↑  Peters, Jeremy W. (2010년 8월 9일). “The Economist Tends Its Sophisticate Garden”. 《The New York Times》 (미국 영어). ISSN 0362-4331. 2025년 6월 24일에 확인함.
5. ↑  “The Economist Is a Newspaper, Even Though It Doesn’t Look Like One” (미국 영어). 2013년 9월 2일. 2025년 6월 24일에 확인함.
6. ↑  Frost, Corey; Weingarten, Karen; Babington, Doug; LePan, Don; Okun, Maureen (2017년 5월 30일). 《The Broadview Guide to Writing: A Handbook for Students - Sixth Edition》 (영어). Broadview Press. ISBN 978-1-77048-583-9.
7. ↑  Peters, Jeremy W. (2010년 8월 9일). “The Economist Tends Its Sophisticate Garden”. 《The New York Times》 (미국 영어). ISSN 0362-4331. 2025년 6월 24일에 확인함.
8. ↑  “Why The Economist swapped its famous elitist marketing for emotional messaging”. 《The Drum》 (영어). 2025년 6월 24일에 확인함.
9. ↑   https://www.gatesnotes.com/Where-Can-I-Get-Unbiased-News. 2025년 6월 24일에 확인함. |제목=이(가) 없거나 비었음 (도움말)
10. ↑  “From the Corn Laws to Your Mailbox”. 2025년 6월 24일에 확인함.
11. ↑  “From the Corn Laws to Your Mailbox”. 2025년 6월 24일에 확인함.
12. ↑  “From the Corn Laws to Your Mailbox”. 2025년 6월 24일에 확인함.
13. ↑  “MITPressLog: From the Corn Laws to Your Mailbox”. 2025년 6월 24일에 확인함.
14. ↑  “Prospectus”. 《The Economist》. ISSN 0013-0613. 2025년 6월 24일에 확인함.
15. ↑  Green, Amy Westervelt, Matthew (2023년 12월 5일). “Leading News Outlets Are Doing the Fossil Fuel Industry’s Greenwashing” (미국 영어). 2025년 6월 24일에 확인함.
16. ↑  West, Karl (2015년 8월 15일). “The Economist becomes a family affair”. 《The Guardian》 (영국 영어). ISSN 0261-3077. 2025년 6월 24일에 확인함.
17. ↑  West, Karl (2015년 8월 15일). “The Economist becomes a family affair”. 《The Guardian》 (영국 영어). ISSN 0261-3077. 2025년 6월 24일에 확인함.
18. ↑  “Agnellis, Rothschilds close in on Economist” (영국 영어). 2015년 8월 11일. 2025년 6월 24일에 확인함.
19. ↑  Langfitt, Frank (2006년 3월 8일). “'Economist' Magazine Wins American Readers”. 《NPR》 (영어). 2025년 6월 24일에 확인함.
20. ↑  “Locations | Economist Group” (영어). 2025년 6월 24일에 확인함.
21. ↑  “Reports” (영어). 2025년 6월 24일에 확인함.
22. ↑  Allen, Katie (2007년 7월 11일). “Economist launches audio magazine”. 《The Guardian》 (영국 영어). ISSN 0261-3077. 2025년 6월 24일에 확인함.
23. ↑  “The Economist | Go beyond breaking news” (영어). 2025년 6월 24일에 확인함.
24. ↑  “mediabistro.com: FishbowlDC”. 2025년 6월 24일에 확인함.